# Лимон (провінція)
Лимон (ісп. Limón) - одна з 7 провінцій Коста-Рики.

## Географія
Знаходиться в східній частині країни. Межує на заході з провінціями Ередія, Картаго, Сан-Хосе, Пунтаренас  і державами Нікарагуа на півночі і Панамою на півдні. Єдина провінція яка має вихід до Карибського моря. Адміністративний центр - місто Лимон.
Площа - 9188 км². Населення - 386 862 чол. (2011).

## Історія
Христофор Колумб був першим європейцем, що відкрив берег Лимону, побувавши тут в 1502 році під час своєї останньої, четвертої подорожі.

## Кантони
Провінція розділена на 6 кантонів:
1. Гуасімо
2. Лимон
3. Матина
4. Покоси
5. Сикіррес
6. Таламанка

## Галерея

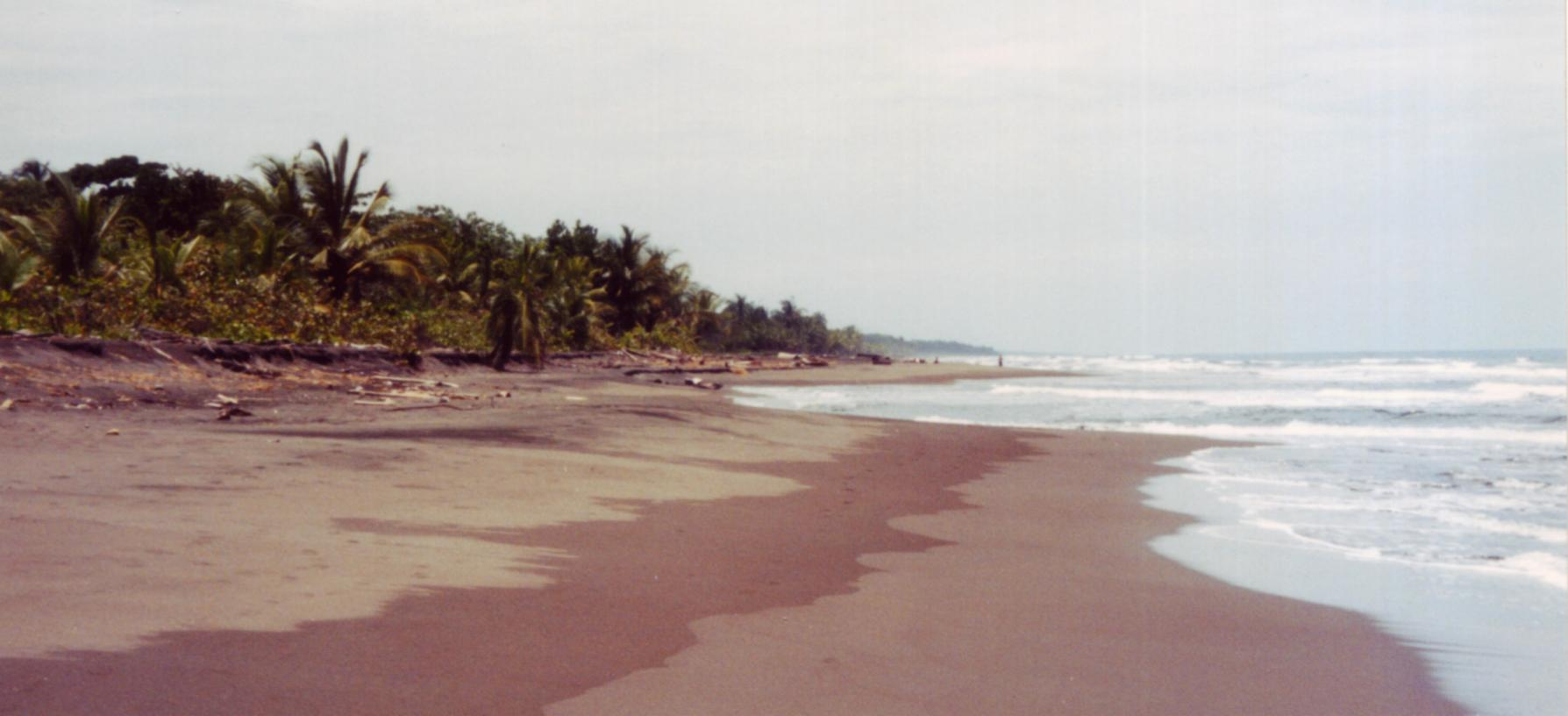
Карибське узбережжя в Лимоні
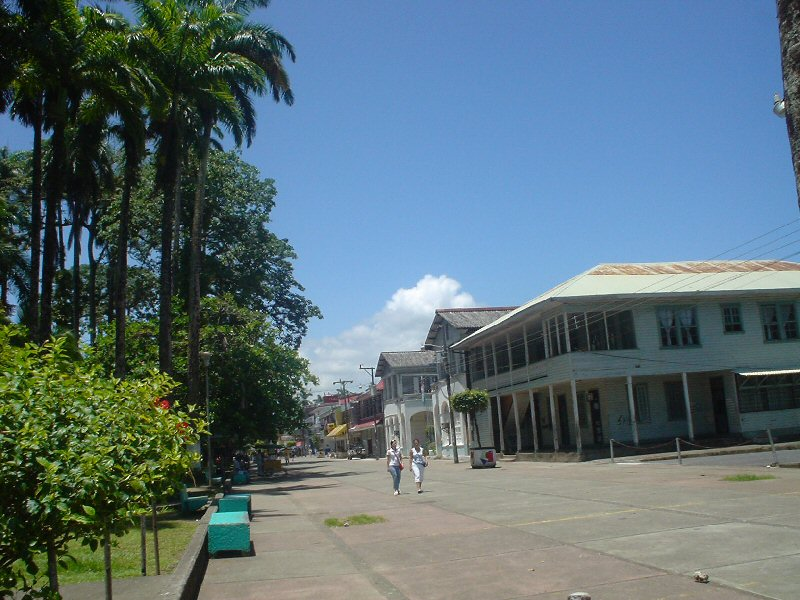
Вулиця в Пуерто-Лимон
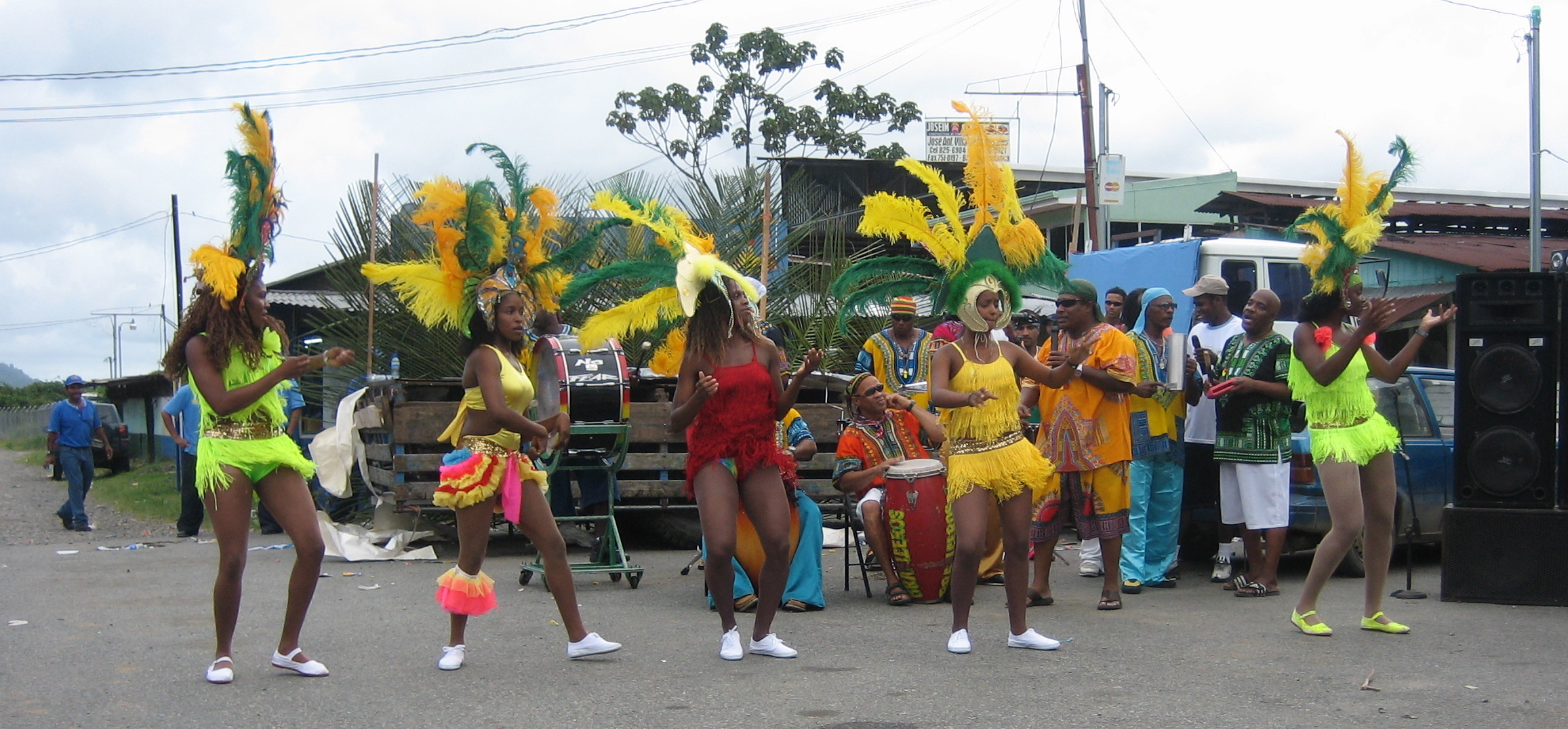
Танцівниці в Брібрі, кантон  Таламанка

| Коста-Рика | Це незавершена стаття з географії Коста-Рики. Ви можете допомогти проєкту, виправивши або дописавши її. |